# Ålvundfjorden
Ålvundfjorden er en fjordarm af Breifjorden i Tingvoll og Sunndal kommune på Nordmøre. Fjorden går 12 kilometer mod sydøst til Ålvund i bunden af fjorden. Fjorden ligger på sydvestsiden af Nesøya og en lang og smal halvø som sgårnordvestover fra Ålvund. På den anden side af halvøen ligger Stangvikfjorden.
Fjorden har indløb mellem Nesøytangen på Nesøya i øst og Bølset i vest. Lidt inde i fjorden, lige vest for Nesøya går fjordarmen Meisingsetvågen 4,5 kilometer ind på vestsiden med bratte fjelde på begge  sider. Inderst i vågen ligger Meisingset. 
Riksvei 70 følger vestsiden af fjorden ind til Meisingset og videre mod vest. Fra Meisingset går fylkesvej 302 videre nordover langs fjorden. Riksvei 670 går langs østsiden i den indre del af fjorden.